# Krzywa punktu rosy
Krzywa punktu rosy – linia krzywa wykreślana na diagramach radiosondażowych (SkewT, Stüve), informująca o zmianie temperatury punktu rosy w zależności od wysokości. Różnica między temperaturą powietrza (odczytaną z krzywej stratyfikacji), a temperaturą punktu rosy na danej wysokości informuje nas o poziomie wilgotności powietrza panującej na tej wysokości.